# NOGIZAKA46 Mai Shiraishi Graduation Concert 〜Always beside you〜
『NOGIZAKA46 Mai Shiraishi Graduation Concert 〜Always beside you〜』（のぎざかフォーティーシックス マイシライシ グラデュエーションコンサート オールウェイズ ビサイド ユー）は、日本の女性アイドルグループ乃木坂46が2020年10月28日に生配信した白石麻衣の卒業コンサート。2021年3月10日にDVD・Blu-rayを発売。

## 背景と開催
乃木坂46の1期生であった白石麻衣は、自身5度目の紅白歌合戦出場を果たした1週間後の2020年1月7日、同年3月25日にリリースするシングルをもってグループ卒業を発表。卒業コンサートは同年の5月5日・6日・7日の3日間にわたり東京ドームで開催する予定だったが、政府が新型コロナウイルス感染症流行に伴う緊急事態宣言を発令したことから、同年4月28日に東京ドーム公演の中止が発表された。
その後白石は、28歳の誕生日を迎えた2020年8月20日、新たに立ち上げた自身のYouTubeチャンネルにおいて、同年10月28日に無観客卒業コンサートを生配信することを発表。結成から丁度9年を迎え、「早く（自分が）新たな一歩を踏み出して、新しい乃木坂のスタイルを見せたい」と前向きに考えた結果となった。
グループ初の有料生配信ライブとなった本公演は、Rakuten TV、ABEMA、ZAIKO、Stagecrowd、イープラス（Streaming+）、BARON STREAM、PIA、Hulu、LINE LIVEといった9つのプラットフォームで同時配信され、モバイル会員には特典付きの視聴チケットが限定販売された。開催当日までのチケット販売数は国内外合計で22万9千枚、総視聴者数は68万7千人に及んだ。公演終了後には白石を含む1期生のみがスカイバスに乗ってアフタートークを行っており、その模様の一部が白石のYouTubeチャンネルに収録されている。

## 関連特番
ABEMAでは、開催前日の10月27日20:00 - 22:00（JST、以下同）に『白石麻衣 卒業特番〜サヨナラまでの過ごし方〜』をAbema SPECIAL 2チャンネルで放送。メンバーを迎えてトークする「白石タクシー」などの企画が行われた。
また開催当日の18:00 - 18:30には『乃木坂46 白石麻衣卒業コンサート直前!「みんなで、じゃあね。」生放送SP』を放送。大原櫻子（歌手）、武井壮（タレント）、四千頭身（お笑いトリオ）といった白石と縁の深い著名人がゲスト出演した。

## リリース
本公演のBD・DVDは、完全生産限定盤と通常盤の2形態がリリースされた。限定盤は3枚組で、ライブ本編の他、アフター配信映像や当日の裏側を追ったメイキング映像を収録。また白石の9年間の軌跡を追ったフォトブックレットや、メンバーやスタッフが使用しているバックステージパスのレプリカも特典として収められている。
発売前日の3月9日には、白石のYouTubeチャンネルにおいて、松村沙友理と高山一実を迎えての卒コン鑑賞会が行われ、完成したばかりの限定盤パッケージ（BD）を披露した。
| 規格    | 発売日        | リリース                     | 形態           | 品番                  |
| ------- | ------------- | ---------------------------- | -------------- | --------------------- |
| Blu-ray | 2021年3月10日 | N46Div. / Sony Music Records | 完全生産限定盤 | SRXL 300・301・302    |
| Blu-ray | 2021年3月10日 | N46Div. / Sony Music Records | 通常盤         | SRXL 303              |
| DVD     | 2021年3月10日 | N46Div. / Sony Music Records | 完全生産限定盤 | SRBL 1976・1977・1978 |
| DVD     | 2021年3月10日 | N46Div. / Sony Music Records | 通常盤         | SRBL 1979             |

## チャート成績
2021年3月18日付のオリコン週間Blu-ray Discランキングで初登場1位を獲得し、『乃木坂46 2ND YEAR BIRTHDAY LIVE 2014.2.22 YOKOHAMA ARENA』（2015年6月発売）から通算8作目、「女性アーティストによる音楽BD通算1位獲得作品数」を歴代2位から歴代1位タイに更新。また、「オリコン週間DVDランキング」でも、初週売上1万2000枚で初登場1位を獲得し、『乃木坂46 1ST YEAR BIRTHDAY LIVE 2013.2.22 MAKUHARI MESSE』（2014年2月発売）から通算5作目となった。さらに、音楽作品のDVDとBDを合計した「オリコン週間ミュージックDVD・BDランキング」でも合計初週推定売上4万8000枚で1位を獲得し、『乃木坂46 1ST YEAR BIRTHDAY LIVE 2013.2.22 MAKUHARI MESSE』から通算9作目の1位となり、「女性アーティストによるミュージックDVD・BD通算1位獲得作品数」がBDに同じく歴代2位から歴代1位タイと記録した。

## 収録トラック

### 完全生産限定盤
Blu-ray（DISC 1、DISC 2）
DVD（DISC 1、DISC 2）

#### Blu-ray
| #   | タイトル                         | 作詞     | 作曲               | 編曲               |
| --- | -------------------------------- | -------- | ------------------ | ------------------ |
| 1.  | 「Overture」                     |          | 京田誠一           | 京田誠一           |
| 2.  | 「オフショアガール」             | 秋元康   | Akira Sunset、ha-j | Akira Sunset、ha-j |
| 3.  | 「おいでシャンプー」             | 秋元康   | 小田切大           | TATOO              |
| 4.  | 「制服のマネキン」               | 秋元康   | 杉山勝彦           | 百石元             |
| 5.  | 「世界で一番 孤独なLover」       | 秋元康   | 河原嶺旭           | 百石元             |
| 6.  | 「ぐるぐるカーテン」             | 秋元康   | 黒須克彦           | 湯浅篤             |
| 7.  | 「失いたくないから」             | 秋元康   | 蛯原ランス         | 塩川満己           |
| 8.  | 「バレッタ」                     | 秋元康   | サイトウヨシヒロ   | 若田部誠           |
| 9.  | 「逃げ水」                       | 秋元康   | 谷村庸平           | 谷村庸平           |
| 10. | 「夜明けまで強がらなくてもいい」 | 秋元康   | 山田裕介           | APAZZI             |
| 11. | 「立ち直り中」                   | 秋元康   | 福田貴史           | TATOO              |
| 12. | 「でこぴん」                     | 秋元康   | 中土智博           | 中土智博           |
| 13. | 「まあいいか?」                  | 秋元康   | HRK                | 原広明             |
| 14. | 「流星ディスコティック」         | 秋元康   | Masayoshi Kawabata | Masayoshi Kawabata |
| 15. | 「せっかちなかたつむり」         | 秋元康   | 山本加津彦         | 湯浅篤             |
| 16. | 「きっかけ」                     | 秋元康   | 杉山勝彦           | 杉山勝彦、有木竜郎 |
| 17. | 「渋谷ブルース」                 | 秋元康   | 佐藤嘉風           | 佐藤嘉風           |
| 18. | 「シンクロニシティ」             | 秋元康   | シライシ紗トリ     | シライシ紗トリ     |
| 19. | 「インフルエンサー」             | 秋元康   | すみだしんや       | APAZZI             |
| 20. | 「サヨナラの意味」               | 秋元康   | 杉山勝彦           | 若田部誠           |
| 21. | 「ガールズルール」               | 秋元康   | 後藤康二           | 後藤康二           |
| 22. | 「じゃあね。」                   | 白石麻衣 | 浦島健太、H.Shing  | 菊池博人           |
| 23. | 「しあわせの保護色」             | 秋元康   | MASANORI URA       | 武藤星児           |

| #  | タイトル                             | 作詞 | 作曲・編曲 |
| -- | ------------------------------------ | ---- | ---------- |
| 1. | 「アフター配信映像」                 |      |            |
| 2. | 「Making of 白石麻衣卒業コンサート」 |      |            |

#### DVD
| #   | タイトル                         | 作詞     | 作曲               | 編曲               |
| --- | -------------------------------- | -------- | ------------------ | ------------------ |
| 1.  | 「Overture」                     |          | 京田誠一           | 京田誠一           |
| 2.  | 「オフショアガール」             | 秋元康   | Akira Sunset、ha-j | Akira Sunset、ha-j |
| 3.  | 「おいでシャンプー」             | 秋元康   | 小田切大           | TATOO              |
| 4.  | 「制服のマネキン」               | 秋元康   | 杉山勝彦           | 百石元             |
| 5.  | 「世界で一番 孤独なLover」       | 秋元康   | 河原嶺旭           | 百石元             |
| 6.  | 「ぐるぐるカーテン」             | 秋元康   | 黒須克彦           | 湯浅篤             |
| 7.  | 「失いたくないから」             | 秋元康   | 蛯原ランス         | 塩川満己           |
| 8.  | 「バレッタ」                     | 秋元康   | サイトウヨシヒロ   | 若田部誠           |
| 9.  | 「逃げ水」                       | 秋元康   | 谷村庸平           | 谷村庸平           |
| 10. | 「夜明けまで強がらなくてもいい」 | 秋元康   | 山田裕介           | APAZZI             |
| 11. | 「立ち直り中」                   | 秋元康   | 福田貴史           | TATOO              |
| 12. | 「でこぴん」                     | 秋元康   | 中土智博           | 中土智博           |
| 13. | 「まあいいか?」                  | 秋元康   | HRK                | 原広明             |
| 14. | 「流星ディスコティック」         | 秋元康   | Masayoshi Kawabata | Masayoshi Kawabata |
| 15. | 「せっかちなかたつむり」         | 秋元康   | 山本加津彦         | 湯浅篤             |
| 16. | 「きっかけ」                     | 秋元康   | 杉山勝彦           | 杉山勝彦、有木竜郎 |
| 17. | 「渋谷ブルース」                 | 秋元康   | 佐藤嘉風           | 佐藤嘉風           |
| 18. | 「シンクロニシティ」             | 秋元康   | シライシ紗トリ     | シライシ紗トリ     |
| 19. | 「インフルエンサー」             | 秋元康   | すみだしんや       | APAZZI             |
| 20. | 「サヨナラの意味」               | 秋元康   | 杉山勝彦           | 若田部誠           |
| 21. | 「ガールズルール」               | 秋元康   | 後藤康二           | 後藤康二           |
| 22. | 「じゃあね。」                   | 白石麻衣 | 浦島健太、H.Shing  | 菊池博人           |
| 23. | 「しあわせの保護色」             | 秋元康   | MASANORI URA       | 武藤星児           |

| #  | タイトル                             | 作詞 | 作曲・編曲 |
| -- | ------------------------------------ | ---- | ---------- |
| 1. | 「アフター配信映像」                 |      |            |
| 2. | 「Making of 白石麻衣卒業コンサート」 |      |            |

## 出演メンバー

### 乃木坂46
- 1期生：白石麻衣、秋元真夏、生田絵梨花、齋藤飛鳥、高山一実、樋口日奈、星野みなみ、松村沙友理、和田まあや
- 2期生：伊藤純奈、北野日奈子、新内眞衣、鈴木絢音、寺田蘭世、堀未央奈、山崎怜奈、渡辺みり愛
- 3期生：伊藤理々杏、岩本蓮加、梅澤美波、大園桃子、久保史緒里、阪口珠美、佐藤楓、中村麗乃、向井葉月、山下美月、吉田綾乃クリスティー、与田祐希
- 4期生：遠藤さくら、賀喜遥香、掛橋沙耶香、金川紗耶、北川悠理、黒見明香、佐藤璃果、柴田柚菜、清宮レイ、田村真佑、筒井あやめ、早川聖来、林瑠奈、松尾美佑、矢久保美緒、弓木奈於